# Alenquer (vila)
Alenquer é uma vila histórica portuguesa situada na freguesia de Alenquer (Santo Estêvão e Triana), no Município de Alenquer de que é a sede, região Oeste e Distrito de Lisboa.
Em 1212, Alenquer é entregue a D. Sancha que no mesmo ano lhe atribui foral: "Saibam todos que eu a rainha D. Sancha, filha d'el-rei D. Sancho, que foi filho de Afonso I, rei de Portugal, pela graça Deus, senhora do castelo chamado Alenquer, de minha espontânea vontade, bom ânimo e íntimo amor do coração, dou e concedo ao sobredito castelo e a todos os seus habitantes tanto presentes como futuros, bom foral". Por se tratar apenas da consolidação de uma situação já existente, este diploma não especificava os limites do termo da vila. D. Dinis concederá novo foral à vila em 1302, reformado em 1510, na sequência da reforma dos forais promovida por D. Manuel I.
É banhada pelo rio do mesmo nome. 

## Caracterização
Mercê da sua disposição em encosta, partindo do topo de um outeiro em direção ao vale, há muito que Alenquer conquistou o epíteto de "Presépio de Portugal". Berço de Damião de Goes e predileta de Luís de Camões, desempenhou papel preponderante ao longo da história, sendo disso testemunho o seu riquíssimo património: sítios pré-históricos, castelo, conventos, igrejas, ermidas, quintas e casas senhoriais.
Cabeça, há oito séculos, de um vasto município, o terceiro em área no Distrito de Lisboa, que é limitado a norte pelas faldas da Serra de Montejunto e a sul pela campina do Ribatejo, apresentando uma paisagem característica da transição entre o campo outeirado da Estremadura e a planície, onde a vinha é predominante e base ancestral da sua economia.

## História
Uma das versões da origem do nome de Alenquer seria de um cão de nome Alão. Outros autores preferem referem sobre a etimologia de Alenquer, que a vila é de origem romana, e que então se chamara Jerabrica ou Ierábriga (que por sua vez reporta-nos a uma origem celta dado o sufixo -briga), propondo outros que na sua refundação pelos Alanos, no ano de 418, a teriam denominado "Alan Kerke", ou seja, «Templo dos Alanos».
Alenquer desempenhou um papel preponderante em cada época, e na História de Portugal. Desses tempos ficaram vestígios materiais, lendas, memórias, tradições, que sendo património de todos nós deve ser entendido e acarinhado.

### Pré-história
De entre os fósseis de animais pré-históricos encontrados na região de Alenquer, destaca-se o Apatosaurus alenquerensis. Foi descoberto pelo geólogo americano Harold Weston Robbins que então trabalhava por conta da Companhia Portuguesa de Petróleos. As ossadas apareceram no meio de um caminho rural, algumas dezenas de metros a Norte de um moinho arruinado chamado Moinho do Carmo, situado a cerca de 1500 metros a Sul de Alenquer.
O estudo paleontológico dos achados revelou tratar-se de um animal do período Jurássico (135-165 milhões de anos), de proporções gigantescas (podendo atingir 35 toneladas de peso, 22 metros de comprimento e 6 de altura), pertencente à família dos Saurópodes herbívoros.
Por se tratar de nova espécie, semelhante ao Apatosaurus da América, e tendo em conta o local onde foi encontrado, recebeu o nome de Apatosaurus alenquerensis. Encontra-se no Museu dos Serviços Geológicos, em Lisboa.

### Origens de Alenquer
A descoberta pelo arqueólogo Hipólito Cabaço de objetos polidos no sítio do Castelo (sem precisar exatamente a localização) e de fragmentos cerâmicos junto da vulgarmente chamada Porta da Conceição parece indício seguro da origem pré-histórica da vila, no espaço depois limitado pela fortificação medieval.
As cerâmicas, classificadas por Cabaço como Eneolítico, são por ele descritas como “Diversos fragmentos de vasos campaniformes com desenhos incisos encontrados por baixo da muralha da Porta da Conceição – Alenquer”.
Localizado a meia-encosta, o sítio da Porta da Conceição levanta dúvidas quanto à localização e estrutura do povoado a que estariam associados aqueles vasos. João José Fernandes Gomes, que estudou o espólio, aponta duas possibilidades: a de se tratar de um povoado de tipo castrejo, que ocupara o topo do outeiro do Castelo, a 107 metros de altitude; ou de um povoado que ocupara uma das vertentes do mesmo monte.
A primeira parece, contudo, comprometida. Hipólito Cabaço, que nos anos trinta do século XX realizou escavações na zona da alcáçova do castelo medieval nada encontrou de tempos pré-históricos. Como escreveu Luciano Ribeiro: “Supoz-se que, abaixo do piso relativo à primeira dinastia alguma coisa houvesse das civilizações anteriores. Porém, infelizmente: nada!”.
Aceitando a segunda hipótese – povoado de encosta - não será indiferente a proximidade da Porta da Conceição às inúmeras fontes e nascentes que brotavam no sítio das Águas, de ambos os lados do rio, que era abundante de peixes, conforme relatos modernos.
Também para lá do rio, no monte fronteiro a esta encosta da Porta da Conceição, chamado do Pedregal, Cabaço recolheu, para além de restos paleontológicos e antropológicos, materiais eneolíticos.

### Alenquer sob o domínio romano
Castro ou povoado de encosta, o primitivo núcleo habitacional de Alenquer terá sido mais tarde romanizado (séculos II a.C. a III d.C.).
Bento Pereira do Carmo faz menção da descoberta de moedas dos imperadores Trajano, Adriano, Antonino Pio e outros, quando se reformou o Castelo com obras de terra, para fazer rosto à invasão francesa de 1810.
Inclui ainda este autor, numa relação de inscrições lapidares antigas localizadas por si, e na sua maioria romanas, uma pedra achada em 1782 no quintal do Padre Pedro Taveira, junto ao Castelo, declarando serem, para si, enigmáticos os caracteres nela gravados, e reproduzi-los então conforme registo que deles fizera Fernando Dantas da Cunha e Brito, falecido em 1787, escrivão dos órfãos de Alenquer e curioso de antiguidades, reprodução essa que, como as de todas as outras inscrições, já não aparecerá quando os textos de Pereira do Carmo são publicados entre 1888 e 1890.
Por volta de 1780 foi demolida uma torre denominada de São Prisco, conforme relata também Bento Pereira do Carmo, a partir de uma lembrança de uma testemunha ocular que lhe chegou às mãos. Conta ele que na dita torre abundavam os cipos e mármores romanos, que depois da demolição foram aplicados como alvenaria ordinária na construção da capela de Nossa Senhora do Monte do Carmo na Praça da Vila (atual Praça Luís de Camões). E lamenta-se: visitando pessoalmente a capela à cata de antiguidades, nem uma só destas pedras históricas vi à flor da parede.
Vários autores fazem coincidir a cidade de Ierábriga ou Lerábriga, referida no Itinerário, com Alenquer, ou melhor, com uma zona pouco distante da vila, a sul, onde maior e mais variado número de vestígios foi encontrado, entre o lugar das Paredes e as quintas do Bravo e das Sete Pedras. Nas Paredes existiam ainda em meados do século XVIII as muralhas ou paredes de um aqueduto que conduzia águas para a referida Quinta do Bravo. Pela mesma altura, o pavimento duma adega desta quinta, sugeria ter ali existido sumptuoso edifício. Bento Pereira do Carmo, que terá visitado o local por 1840, diz que ainda ali se descobriam pedaços de mosaico. Empregadas em usos domésticos foram as pedras das sepulturas romanas desenterradas junto à quinta, conforme Pereira do Carmo, em sítio a que chama Barrada. Da mesma Quinta do Bravo é proveniente um cipo que desde finais do século XIX se guarda no Museu Arqueológico do Carmo, em Lisboa.
O Museu Municipal Hipólito Cabaço possui algumas peças lusitano-romanas encontradas na Barradinha, das quais se destacam uma mísula ou capitel de mármore branco e um fragmento de asa de ânfora com marca de oleiro.

### O domínio árabe e reconquista cristã de Alenquer
Entre os séculos III e VIII sucedem-se as invasões bárbaras: alanos, vândalos, suevos e visigodos. Guilherme Henriques, baseando-se nos escritores mais abalizados afirma que a fundação do castelo de Alenquer se deu com a entrada dos visigodos em território português.
Outros autores creem em fundação posterior. Estabelecidos na Península a partir de 711, terão os árabes aproveitado os recursos defensivos do sítio de Alenquer, nomeadamente a sua posição na linha do Tejo, para aqui edificar uma fortificação.
Dentro das muralhas, a mesquita, erguia-se, segundo a tradição, no mesmo local onde depois se edificou a igreja de Santo Estevão, matriz da vila, também esta demolida em 1870 para dar lugar à construção da Aula do Conde de Ferreira, onde hoje está instalado o Museu Municipal Hipólito Cabaço. Acerca desta demolição escreve Guilherme Henriques, que quando se derrubou a torre, viu-se perfeitamente que havia n’ella uma especie de cunhal de cantaria de forma muito diversa à da torre.
É tradição também que a chamada Torre da Couraça, no sítio das Águas, fora construída ou, pelo menos, começada pelos mouros, conta Henriques, porque havendo nos seus alicerces uma copiosa nascente quiseram, d’este modo, conseguir o abastecimento d’agua, único requisito para ser a praça inexpugnável, acrescentando que o mais provável é que a torre foi começada quando a notícia das conquistas de D. Afonso Henriques obrigava os mouros a lançar mão de tudo quanto pudesse contribuir para a segurança das suas praças e castellos.
À falta de outros vestígios, o legado mouro está patente na estrutura urbana da Alenquer medieval, intramuros, como lembra Aldo Paviani, com ruas estreitas tortuosas e íngremes, entrecortadas por ‘becos’, ‘travessas’ e ‘escadinhas'.
Alenquer foi conquistada aos Mouros por D. Afonso Henriques, e recebeu foral em 1212 da infanta D. Sancha, filha de Sancho I￼￼.

## Actividade económica
A base económica de Alenquer tem sido fortemente marcada pela agricultura, em especial a vinha e o vinho. 

### Sector primário
Principais produções por ordem de grandeza: vinha, prados temporários, culturas forrageiras (criação de gado, regime de pousio), cereais (sobretudo grão) Predomínio das culturas extensivas e de sequeiro. Zonas da Merceana, Labrugeira e Olhalvo responsáveis por 20% a 25% da produção de vinho da região Oeste.
Na Pecuária as principais produções são aves e coelhos.
A Silvicultura representa 15% da superfície agrícola total, com 423 explorações e 2763 hectares de matas e florestas sem culturas sob coberto Apresenta tendência para a diminuição do número de explorações. Maior representatividade das áreas ocupadas por matas e florestas sem culturas sob coberto.

### Sector secundário
A Indústria extrativa tem expressão muito significativa a nível concelhio e regional, representando mais de 30% do emprego e cerca de ½ do volume de negócios setorial registado na região Oeste. Predominam as pedreiras de calcário (a extração da areia é residual): britas a norte de Alenquer, britas em Atouguia, basalto no cabeço de Meca, britas na Sabreira, a norte do Camarnal, no Areeiro e a norte de Marés.
A Indústria transformadora apresenta-se especializada em produtos alimentares, não metálicos, e metálicos.
A Construção tem importância crescente na estrutura económica concelhia: desenvolvimento nos edifícios para habitação, implantação de unidades empresariais, capacidade de gerar emprego.

### Sector terciário
O Comércio por grosso representa parte mais significativa da estrutura empresarial: produtos alimentares, bens intermédios, máquinas e equipamentos.
O Turismo apresenta-se em expansão na estrutura económica do concelho havendo quatro estabelecimentos hoteleiros registados, dois parques de campismo.

## Vinhos DOC e Museu do Vinho
A região de Alenquer produz alguns dos mais prestigiados vinhos DOC da região de Lisboa (tintos e brancos). Nesta zona as vinhas são protegidas dos ventos atlânticos, favorecendo a maturação das uvas e a produção de vinhos mais concentrados. Noutras zonas da região de Lisboa, os vinhos tintos são aromáticos, elegantes, ricos em taninos e capazes de envelhecer alguns anos em garrafa. Os vinhos brancos caracterizam-se pela sua frescura e carácter citrino.
Os melhores vinhos DOC desta zona provêm de castas tintas como por exemplo, a casta Castelão, a Aragonez (Tinta Roriz), a Touriga Nacional, a Tinta Miúda e a Trincadeira que por vezes são lotadas com a Alicante Bouschet, a Touriga Franca, a Cabernet Sauvignon e a Syrah, entre outras. Os vinhos brancos são normalmente elaborados com as castas Arinto, Fernão Pires, Seara-Nova e Vital, apesar da Chardonnay também ser cultivada.
Alenquer, dispõe de um Museu do Vinho, a funcionar desde abril de 2006, o Museu do Vinho do Oeste expõe, dá a provar e permite a aquisição dos melhores vinhos da região. São 12 os produtores que marcam presença. Os vinhos de Abrigada, Anjo, Boavista, Carneiro, Chocapalha, Cortezia, D. Carlos, Margem d’Arada, Monte d’Oiro, Pancas, Plátanos e Valle do Riacho, quintas do concelho de Alenquer, possibilitaram o arranque do portal.
O edifício do século XIX que acolhe a mostra tem também patente uma exposição relativa à evolução das técnicas e instrumentos associados à produção vitivinícola, um auditório e espaço para provas e concursos. O museu promove, ainda, os percursos disponibilizados pela Rota da Vinha e do Vinho do Oeste: “Linhas de Torres”, “Óbidos” e “Quintas de Alenquer”. A entrada no museu e os percursos são gratuitos, sendo que as provas de vinhos nas quintas a visitar estão sujeitas aos valores estipulados pelos produtores. Os percursos são organizados através de marcação.
Situado no bairro do Areal, o Portal ocupa um edifício datado de 1811. O Real Celleiro Público guardou as sementes que possibilitaram o auxílio aos agricultores do concelho depois das invasões francesas. Recuperado pela Câmara Municipal de Alenquer, em parceria com a Região de Turismo do Oeste e com a Associação da Rota da Vinha e do Vinho, está próximo de vários sítios de interesse histórico. A Torre da Couraça, sob a qual brotava uma das mais importantes nascentes da vila, ou a Real Fábrica do Papel (hoje Moagem) são dois deles. Este bairro foi, de resto, calcorreado por Damião de Goes, que ali nasceu.

### Rota do Vinho
Pelo concelho de Alenquer, pode-se visitar e provar os vinhos de diversas quintas e produtores, desde brancos aromáticos e persistentes no sabor, tintos, vivos e brilhantes enquanto novos, de raro “bouquet” quando envelhecidos, são a herança de séculos de atividade vinícola nas famosas “Quintas de Alenquer”.
- Quinta do Carneiro
- Quinta de Pancas
- Quinta de D. Carlos
- Quinta da Boavista
- Quinta da Espiga
- Quinta da Chocapalha
- Quinta do Pinto
- Quinta dos Plátanos
- Quinta do Monte D’Oiro
- Quinta da Cortezia
- Quinta da Margem D’Arada
- Quinta do Valle do Riacho
- Quinta de Abrigada
- Sociedade Agrícola Félix Rocha/ Quinta da Ribeira

## Património
- Portal manuelino do Convento de São Francisco
- Túmulo de Damião de Góis
- Fábrica Nova da Romeira
- Capela de Santa Catarina (Alenquer)
- Capela da Igreja de São Pedro (Alenquer)
- Castelo de Alenquer

## Orago
A vila de Alenquer é sede da Paróquia de Alenquer que tem por orago Santo Estevão.

## Cultura
- Biblioteca Municipal de Alenquer
- Museu João Mário
- Museu do Vinho (Celeiro Público)
- Museu Municipal Hipólito Cabaço (na antiga Escola do Conde Ferreira) - Encerrado
- Museu Damião de Goes e das vítimas da Inquisição (na Igreja de Santa Maria da Várzea)[5]
- Casa Museu Palmira Bastos
- Teatro Ana Pereira (propriedade da Santa Casa da Misericórdia, cedido à Liga dos Amigos de Alenquer - Encerrado)

## Desporto
- Campo de Futebol
- Pavilhão Polivalente
- Piscina Municipal
- Pista de Atletismo
- Campo de Ténis
- Ringue Descoberto
- Skate Parque

## Personalidades ilustres
- Marquês de Alenquer
- Visconde de Alenquer
- Barão de Alenquer
- Mariano de Carvalho

## Filhos de Alenquer
- Damião de Góis
- Pêro de Alenquer
- Alda Gomes
- Álvaro Vasques
- António Passanha
- António Máximo Lopes de Carvalho
- António Vogado de Figueiredo
- Artur Augusto Duarte Luz de Almeida
- Bento Pereira do Carmo
- D. Duarte, Infante de Portugal
- D. Joaquim José Pacheco e Sousa
- D. Tomás de Lima de Vasconcelos Brito e Nogueira
- D. Tomás de Noronha
- Domingos de Araújo
- Duarte Correia
- Francisco Correia do Amaral Castelo Branco
- Francisco de Sousa de Almada
- Hipólito Cabaço
- Jorge Manuel Catalão de Oliveira e Carmo
- José Maria Dantas Pereira de Andrade
- Palmira Bastos
- Sebastião José de Carvalho, Visconde de Chanceleiros

## Associações
- ALENCULTA, Associação Cultural do Concelho de Alenquer.
- SUMA (Sociedade União Musical Alenquerense)
- Alenquer Basket Clube
- Sport Alenquer e Benfica
- Sporting Clube de Alenquer
- AJA Associação de Jovens de Alenquer
- Alenquer Real Club.

## Cidades irmanadas
Alenquer encontra-se geminada com  Angra do Heroísmo